# 엔사인 펄버
엔사인 펄버(Ensign Pulver)는 미국에서 제작된 조슈아 로간 감독의 1964년 코미디, 드라마, 전쟁 영화이다. 로버트 워커 주니어 등이 주연으로 출연하였고 조슈아 로건 등이 제작에 참여하였다.

## 출연

### 주연
- 로버트 워커 주니어
- 벌 아이브스

### 조연
- 월터 매튜
- 토미 샌즈
- 밀리 퍼킨스
- 케이 메드포드
- 래리 해그먼
- 피터 마셜
- 조셉 마르

## 제작진
- 원작자: 조슈아 로건
- 협력프로듀서: 벤 캐디시
- 미술: 레오 K. 쿠터
- 의상: 도로시 지킨스